# بابک قربانی
بابک قربانی گلدسته (زادهٔ ۲۸ اسفند ۱۳۶۷ – درگذشته ۲۴ آبان ۱۳۹۳)، کشتی‌گیر فرنگی کار تیم ملی ایران در وزن ۹۶ کیلوگرم و قهرمان بازی‌های آسیایی گوانگجو بود.

## افتخارات
- قهرمان جوانان آسیا – ۲۰۰۸ دوحه
- قهرمان جوانان آسیا – ۲۰۰۹ مانیل
- قهرمان بزرگسالان جام جهان پهلوان تختی
- مقام سوم جام یادگار امام - ۲۰۰۹ قم[۲]
- قهرمان جام یادگار – ۲۰۱۰ قم
- قهرمان بزرگسالان آسیا – ۲۰۱۰ دهلی نو[۳]
- قهرمان جام جایزه بزرگ طلایی – ۲۰۱۰ باکو[۴]
- قهرمان بازی‌های آسیایی – ۲۰۱۰ گوانگجو[۵]
- قهرمان تیمی جام جهانی - ۲۰۱۱ مینسک بلاروس[۶]
- قهرمان جام جایزه بزرگ طلایی – ۲۰۱۱ باکو[۷]

## دوپینگ و محرومیت از مسابقات
قربانی در سال ۲۰۱۱ به دلیل استفاده از ماده ممنوعه آنابولیک استروئید (متان - دیانابول) از سوی فیلا به دو سال محرومیت از شرکت در مسابقات محکوم شده بود.
امیر علی اکبری نیز که هم وزن، رقیب و دوست صمیمی بابک بود در همین تاریخ به خاطر دوپینگ به مدت ۲ سال محرومیت از شرکت در مسابقات محکوم شده بود

## قتل
او در ۹ تیر ۱۳۹۱ در یک نزاع جوانی ۲۵ ساله را در کوه‌های کرمانشاه به قتل رساند.
در آن روز بابک قربانی که به همراه برادرش برای شکار به ارتفاعات کرمانشاه رفته‌بود، در مسیر بازگشت در محلی به شنا کردن مشغول می‌شوند. اما ممانعت برخی افراد حاضر در محل، منجر به درگیری لفظی و فیزیکی شده و پس از آن بابک قربانی به دلیل این که گمان می‌کرده فرد حمله‌کننده برادرش را به قتل رسانده‌است، با تفنگ شکاری خود فرد ممانعت‌کننده را به قتل می‌رساند و متواری می‌شود.

## خودکشی
بابک قربانی در حالی که برای رسیدگی به مجازاتش در زندان دیزل‌آباد کرمانشاه سپری می‌کرد، در شبانگاه ۲۴ آبان ۱۳۹۳، به همراه چند زندانی محکوم به اعدام دیگر، با مصرف مقداری زیاد قرص خواب‌آور خودکشی کرد. این زندانیان پس از این عمل به بیمارستان منتقل شدند، اما نتوانستند مانع از مرگ آن‌ها شوند.

## مراسم تشییع
مراسم تشییع بابک قربانی پس از خبر خود کشی او بسیار با شکوه برگزار شد، و در واقع شامل یک حرکت خودجوش مردم کرمانشاه و تمامی ورزشکاران و قهرمانان استان بود، در مراسم تشییع بابک قربانی مردم با شعار «انسان می‌میرد اما قهرمان نمی‌میرد» پیکر او را به خاک سپردند.